# Dairakudakan
Dairakudakan (kanji: 大駱駝艦, hiragana: だいらくだかん, Hán Việt: đại lạc đà hạm) là một vũ đoàn (dance troupe) chuyên nghiệp ngực trần được body painting một lớp bụi vàng (gold dust, golden powder, kim phấn - 金粉) của Nhật Bản.

## Đặc điểm
Vũ đoàn gồm nhiều vũ công cả nam và nữ để ngực trần được sơn một lớp bột/bụi vàng lên khắp cơ thể biểu diễn múa phối hợp theo đội hình trong các lễ hội văn hóa tổ chức trên đường phố. Sự độc đáo mang tính đặc trưng riêng này càng thu hút sự chú ý của người dân xung quanh khi đi ngang buổi diễn.

## Sự hình thành
- 1972, Akaji Maro chủ trì sự thành lập[1]
- 1974, được trao thưởng bởi Hiệp hội Các nhà phê bình Múa
- 1980, được phân phối bởi Sankai Juku
- 1982, tham gia một cách ấn tượng, tiến hành biểu diễn, tạo được một ấn tượng mạnh mẽ, làm nên sự xâm nhập của Butoh và được quan tâm ở cuộc thi múa tổ chức tại Mỹ, Avignon trong lần đầu tiên tham dự.
- 1987, được trao thưởng bởi Hiệp hội Các nhà phê bình Múa
- 1996, được trao thưởng bởi Hiệp hội Các nhà phê bình Múa
- 1999, được trao thưởng bởi Hiệp hội Các nhà phê bình Múa
- 2007, được trao thưởng bởi Hiệp hội Các nhà phê bình Múa

## Các buổi diễn
- 1972, "Dance Tokyo Machine" (Dance 桃杏マシン)
- "陽物神譚", "Penis Deity Speaking", Hán Việt: Dương Vật Thần Đàm
- "皇大睾丸", "Sumeragi (king, emperor) has Big Testicle", Hán Việt: Hoàng Đại Cao Hoàn
- "男肉物語", "Men Meat Monogatari", Hán Việt: Nam Nhục Vật Ngữ
- "嵐", "Storm", romaji: Arashi, Hán Việt: Lam
- 1982, "海印の馬", "Ocean Seal of Horse", Hán Việt: Hải Ấn Mã